# Тсепо Сетурумане
Тсепо Сетурумане (англ. Tsepo Seturumane, нар. 6 липня 1992) — футболіст з Лесото, який грає на позиції нападника в клубі «Ліолі» та збірної Лесото з футболу. Триразовий чемпіон Лесото, володар Кубка Лесото.

## Клубна кар'єра
Тсепо Сетурумане розпочав виступи на футбольних полях у 2012 році в клубі Прем'єр-ліги Лесото «Ліолі». Уже в перший рік виступів футболіст у складі команди став чемпіоном країни, а також став кращим бомбардиром чемпіонату Лесото. У 2015 і 2016 роках Сетурумане знову ставав чемпіоном країни, а в 2014 році став у складі команди володарем Кубка Лесото.

## Виступи за збірну
У 2012 році Тсепо Сетурумане дебютував за національну збірну Лесото. У футболці збірної брав участь у кваліфікаційних турнірах чемпіонату світу з футболу та Кубка африканських націй. Станом на кінець 2020 року у національній команді зіграв 38 матчів, у яких відзначився 7 забитими м'ячами.